# 鳄蛇鲻
鳄蛇鲻（学名：Saurida wanieso）為輻鰭魚綱仙女魚目合齒魚亞目合齒魚科蛇鲻属的鱼类。分布于日本以及南海、东海等海域，體長可達65公分，為底棲性魚類，生活在沙泥底質海域，屬肉食性，可做為食用魚。该物种的模式产地在东海。